# Vårdhemmet Högalid

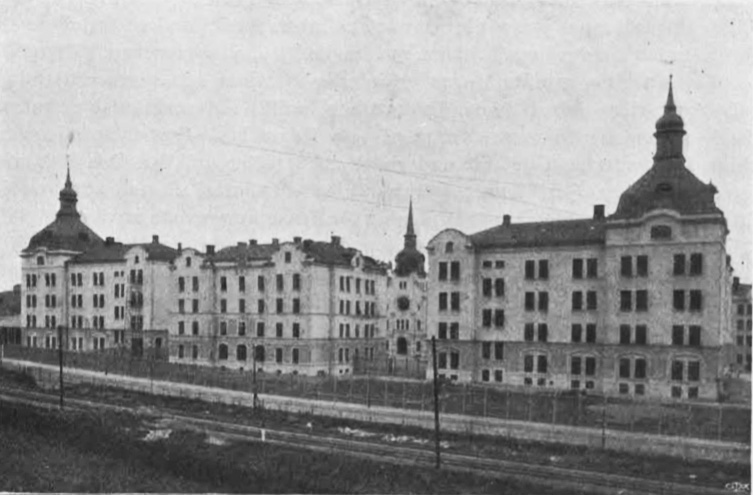
Institutionskomplexet 1905

Vårdhemmet Högalid, ursprungligen Stockholms stads arbetsinrättning, var ett institutionskomplex vid Maria Bangata på Södermalm i Stockholm. Byggnaderna uppfördes 1902-1905 som en arbetsinrättning för fattighjon. 1926 inrättades en särskild vårdhemsavdelning varvid anläggningen bytte namn till Vårdhemmet Högalid. Det ägde bestånd till slutet av 1960-talet varefter byggnaderna revs. På platsen reser sig idag bostadshusen i Drakenbergsområdet och Drakenbergsparken.

## Historik

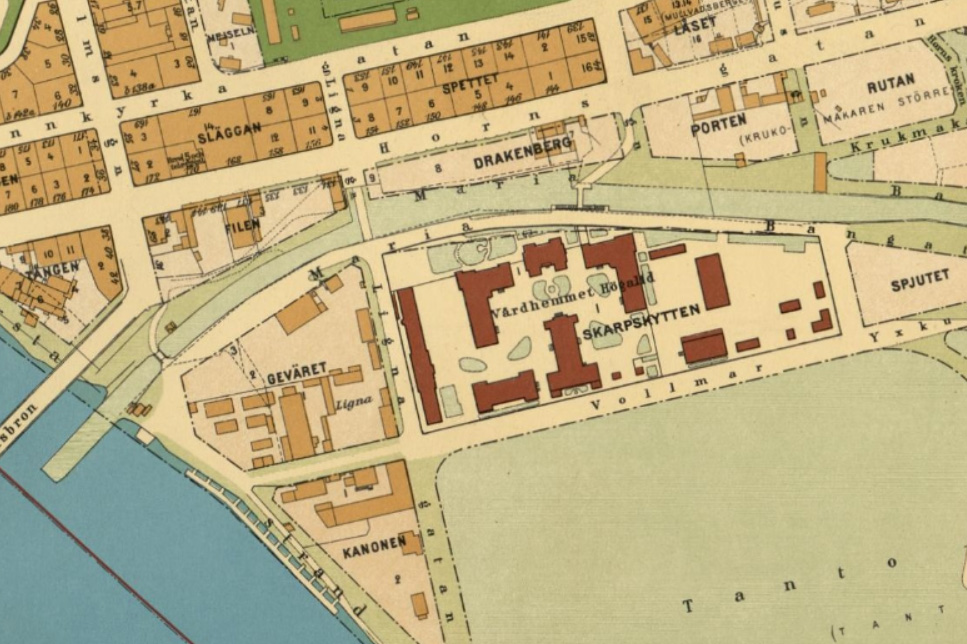
Vårdhemmet Högalid på karta från 1930

Stockholms stads allmänna arbetshus hade öppnats år 1844 på Södermalm som en gemensam arbetsanstalt för hela stadens arbetslösa befolkning. Man hade köpt Per Christian Dihlströms gamla klädesfabrik vid Stora Glasbruksgatan för ändamålet. Majoriteten av fattighjonen på inrättningen var män. De flesta var så kallade frivilliga, men där fanns även personer dömda för lösdriveri samt de så kallade skuldisterna vilka stod i skuld till fattigvården.
Institutionslokalerna på Glasbruksgatan sågs med tiden som allt mer osunda och trånga. Olika lösningar diskuterades, bland annat en omlokalisering till Kungsholmen, men utan att något beslut i frågan kunde fattas. Det skulle dröja till 1902 innan stadsfullmäktige beslutade att en ny anläggning i kvarteren Skarpskytten och Musköten vid Maria Bangata skulle uppföras. Beslutet var delvis framtvingat av Katarinavägens framdragande, vilket krävde rivningar i den gamla inrättningen.

### Anläggningsbeskrivning

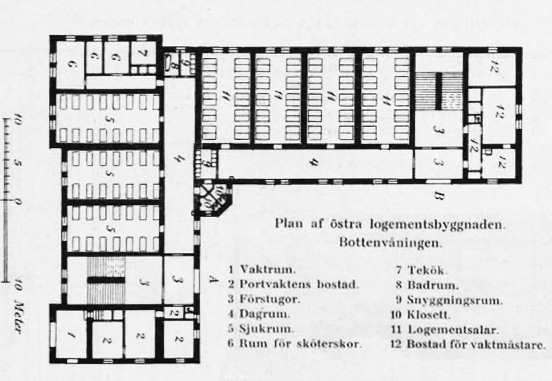
Planritning över Östra logementet

Mellan 1902 och 1905 restes den kasernliknande anläggningen som ritats av stadsbyggmästaren Per Emanuel Werming. Den omfattade två stora logementsbyggnader med 30-talet sovsalar för upp till 22 män. Logementsbyggnaderna hade i stort sett identiska spegelvända planer, och förutom sovsalar fanns här sjuksalar samt bostäder för sjuksköterskor och vaktmästare. De flankerade av en förvaltningsbyggnad innehållande kontor och bostäder. Centralt på gården fanns den kombinerade kyrksals- och matsalsbyggnaden (kallad Lignakyrkan). Maten tillagades i och förtärdes i bottenvåningen varifrån en dubbeltrappa ledde upp till kyrksalen. Därjämte fanns en större verkstadsbyggnad där de intagna arbetade. I denna fanns även små isoleringsrum där de intagna kunde låsas in. I anläggningen ingick även separata byggnader för stall, bageri, tvätt och ångpannan.
Då inrättningen invigdes 1905 berömdes den av samtiden som en mönsteranstalt. Tidningen Idun skrev bland annat "det måste man erkänna - ett synnerligen ståtligt intryck med sina i ljusa färger hållna fasader, sina kopparklädda hörntorn och sina rymliga gårdsplaner. Det lär ej heller i hela Skandinavien finnas någon motsvarighet till denna arbetsinrättning, som har plats för 1,468 hjälpsökande"
Kostnaden för inrättningen uppgick till hela 2.349.280 kr. De frivilligt intagna sysselsattes mot en blygsam timpenning med diverse handräckning eller i anstaltens verkstäder, där de bland annat band kvastar till den kommunala gatsopningen. Från bageriet såldes bröd och tvätteriet tog emot tvätt utifrån. I budgeten för 1918 beräknades således inrättningens utgifter till 796.000 kr medan inkomsterna från arbetet uppgick till 433.000 kr.

#### Bilder

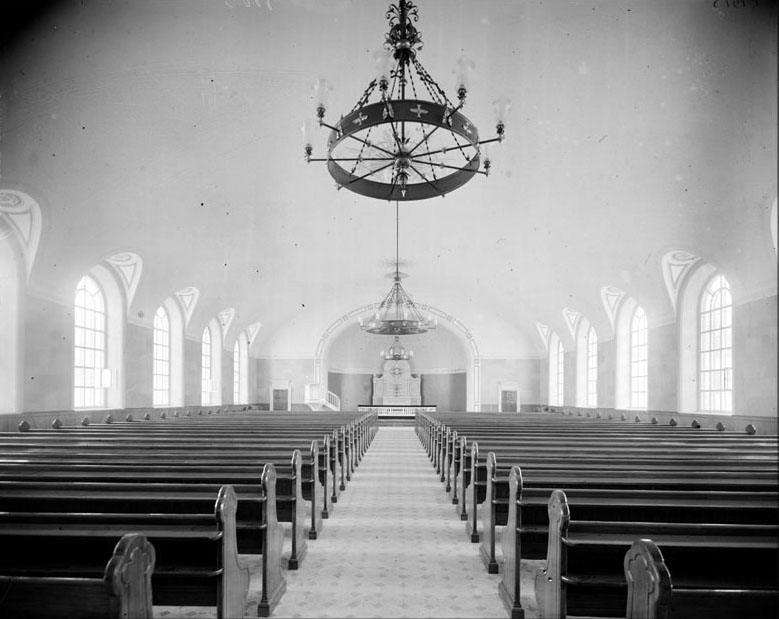
Kyrkosalen
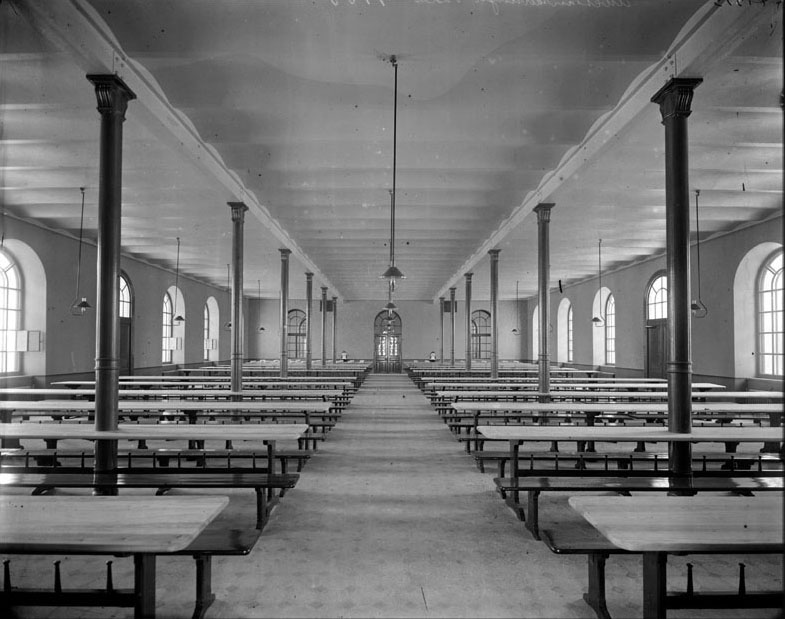
Matsalen
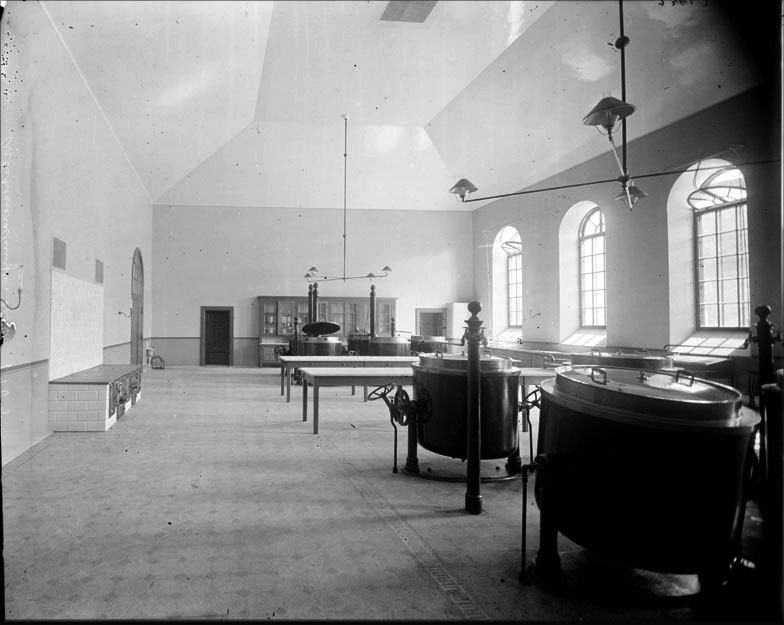
Köket
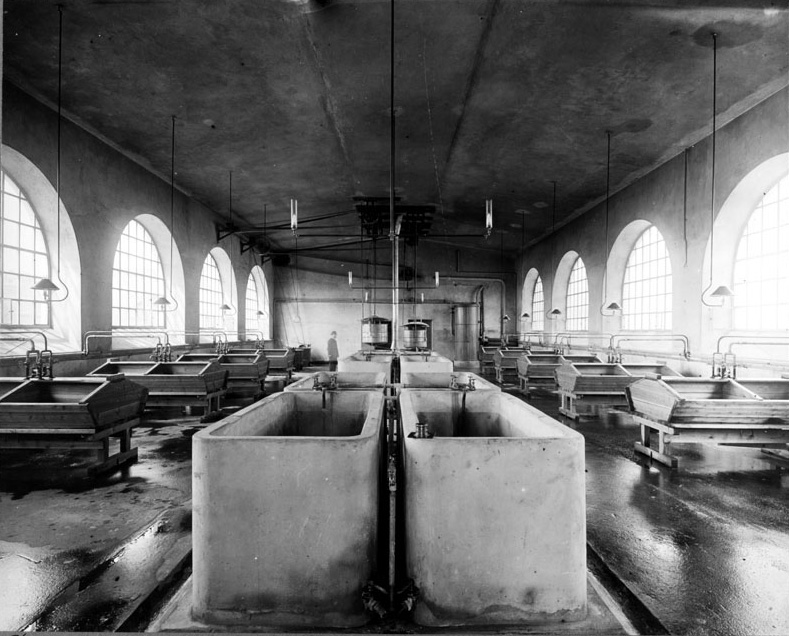
Tvättinrättningen
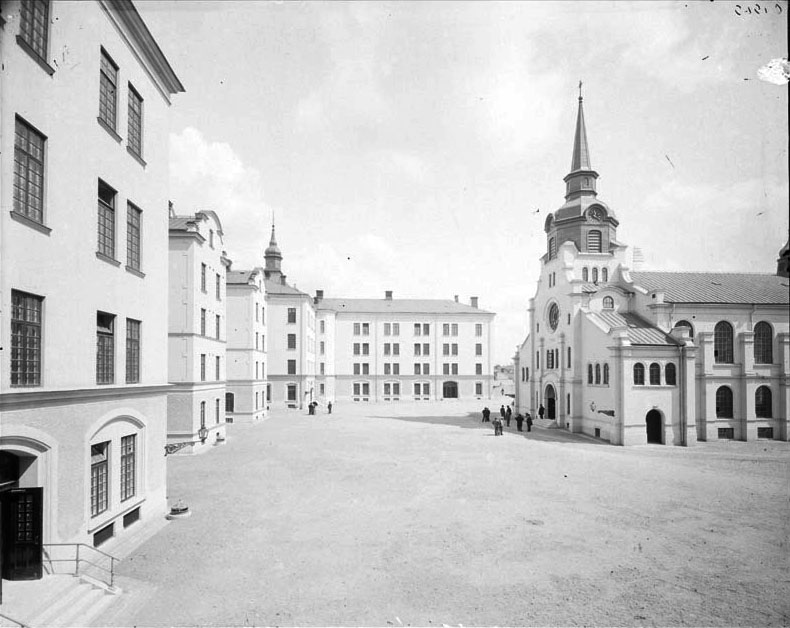
Gården
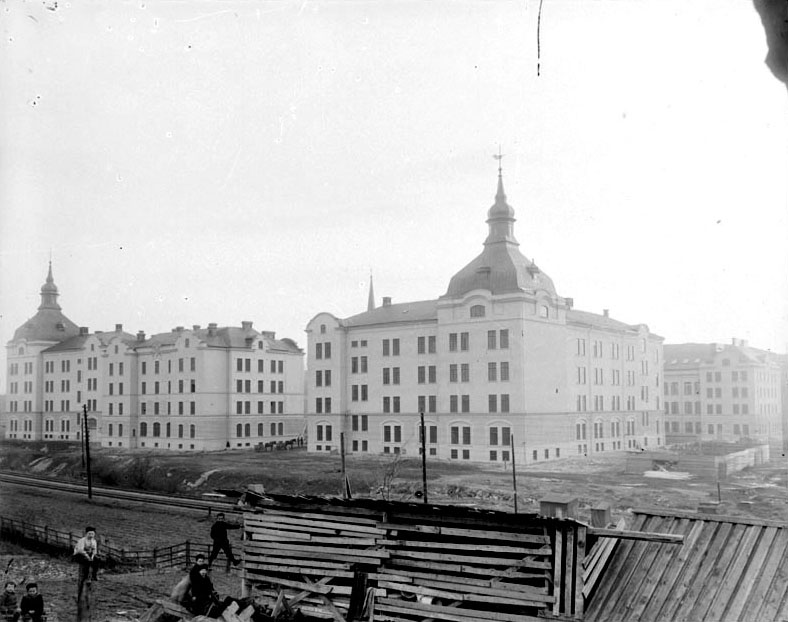
Huvudfasad
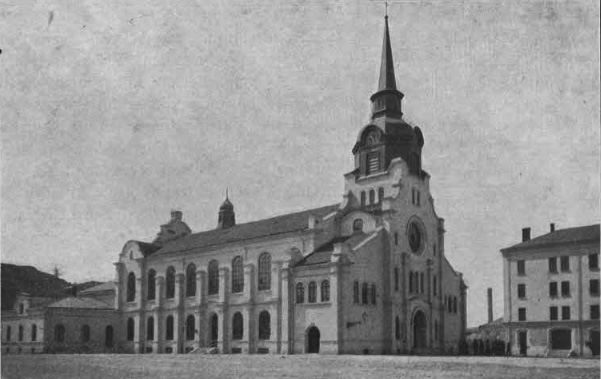
Kyrksals- matsalsbyggnaden
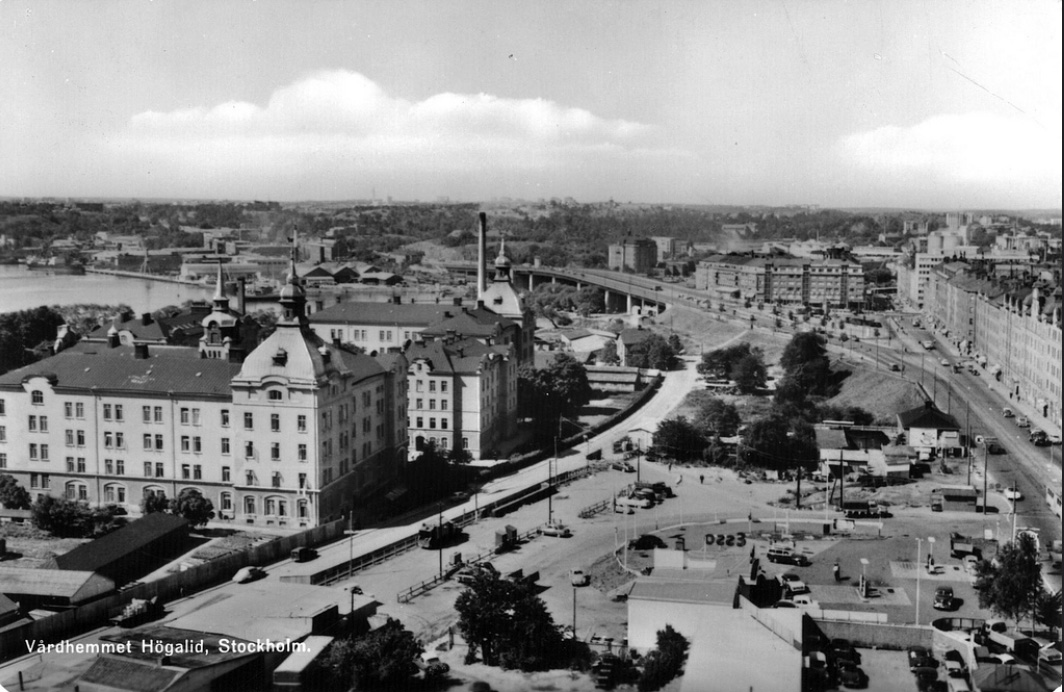
Anläggningen på 1960-talet

### Vårdhemmet Högalid
I inrättningen blandades till en början alkoholister, kroppsligt sjuka och mentalsjuka, vilket var direkt olämpligt. 1926 inrättades därför en särskild vårdhemsavdelning varvid arbetsinrättningen bytte namn till Vårdhemmet Högalid, men någon differentiering av vårdtyperna i modern mening var det ändå inte tal om.
Vårdhemmet utsattes med tiden för en allt mer tilltagande kritik i takt med att samhällets syn på socialt omhändertagande utvecklades. 1964 wallraffade en medarbetare vid Stockholmstidningen genom att själv skriva in sig på vårdhemmet. Vid det laget var inrättningen svårt nedsliten och de intagna behandlades med brutala metoder och hårda regler. I de följande reportagen kunde han avslöja att det låg sanning bakom ryktena om anställdas misshandel av de så kallade Högalidsgubbarna och därmed var Högalidsskandalen ett faktum. Stockholms stad tillsatte därefter en utredning som utmynnade i att Vårdhemmet Högalid skulle ersättas av en rad nybyggda institutioner i stadens kringområden, och i slutet av 1960-talet stängdes anläggningen.

### Anläggningen rivs
Redan på 1960-talet var komplexets framtid oviss i och med den planerade sexfiliga Fatbursleden som skulle dras genom kvarteret. Denna kom dock aldrig till utförande. 1971 revs dock byggnaderna och på platsen reser sig idag bostadshusen i Drakenbergsområdet och Drakenbergsparken på platsen.